# Obesity Reviews
Obesity Reviews, abgekürzt Obes. Rev., ist eine wissenschaftliche Fachzeitschrift, die vom Wiley-Blackwell-Verlag veröffentlicht wird. Die Zeitschrift ist offizielles Publikationsorgan der World Obesity Federation und erscheint mit zwölf Ausgaben im Jahr. Es werden Übersichtsarbeiten veröffentlicht, die sich mit dem Gebiet der Fettsucht beschäftigen.
Der Impact Factor lag im Jahr 2014 bei 7,995. Nach der Statistik des ISI Web of Knowledge wird das Journal mit diesem Impact Factor in der Kategorie Endokrinologie und Metabolismus an neunter Stelle von 128 Zeitschriften geführt.